# Maëlle Guilbaud
Maëlle Guilbaud (sinh năm 1996) là một thủy thủ người Pháp, xuất thân từ đảo Saint Barthélemy, một cộng động hải ngoại của Pháp ở Caribe. Bắt đầu từ giải vô địch trẻ, cô được xếp hạng là nhà vô địch trẻ của phụ nữ Pháp vào năm 2013, 2014 và 2015, trước khi chuyển sang chuyên nghiệp vào năm sau. Vào cuối mùa giải 2016, cô là người phụ nữ xếp hạng 3 ở Pháp và thứ 13 trên thế giới. Năm 2017, cô đã chiến thắng danh hiệu Châu Âu của hạng mục nữ.

## Đầu đời
Maëlle Guilbaud được sinh ra ở St. Barth's năm 1996  với tên Hélène (nhũ danh Puren) và Pierrick Guilbaud. Cô xuất thân từ một gia đình thủy thủ, với cả bố mẹ cô đều tham gia môn thể thao này.  Năm 2011 sau khi tốt nghiệp trung học, cô chuyển đến Pháp.  Guilbaud thi đấu ở giải trẻ, ba lần vô địch Pháp. Chiến thắng đầu tiên của cô cho danh hiệu Pháp là vào năm 2013,  và cùng năm đó, cô đã giành được huy chương đồng cho Giải vô địch thế giới trẻ RS: X. Sau chiến thắng cuối cùng của giải vô địch trẻ năm 2015,  cô trở thành một vận động viên chuyên nghiệp.

## Nghề nghiệp
Năm 2016, Guilbaud trở thành huấn luyện viên tại Trường thể thao dưới nước Sablais. Sự kiện chuyên nghiệp đầu tiên của cô là World Cup PWA được tổ chức tại Ulsan, Hàn Quốc cùng năm. Cô đã giành được huy chương đồng trong Giải vô địch thế giới IFCA Slalom được tổ chức ngoài khơi đảo Brač ở Croatia  và cô đã hoàn thành ở vị trí thứ 3 tại Pháp và thứ 13 trong bảng xếp hạng thế giới.
Vào tháng 6 năm 2017, Guilbaud đã thi đấu với cả bố và mẹ của cô trong Giải vô địch Caribbean Caribbean lần thứ 2 ở Bonaire. Cha cô đã hoàn thành vị trí thứ 20 trong cuộc thi, mẹ cô đã hoàn thành với huy chương bạc cho phụ nữ và Guilbaud đã chiến thắng giải của nữ.  Vào tháng 7 năm 2017, Guilbaud đã giành được giải vô địch châu Âu mở rộng RS: One Convertible trở thành chủ nhân châu Âu 2017 với sự nhất quán của cô trong sự kiện được tổ chức tại Brittany. Vào tháng 11 năm 2017, cô đã thống trị trong cuộc thi lướt ván lá khai mạc cho giải vô địch thế giới RS: Convertible được tổ chức tại Praia da Vitória, ở Azores và kết thúc ở vị trí đầu tiên. 

### Trích dẫn
1. 1 2 3  Maville 2016.
2. 1 2 3  Le Journal des Sables 2016.
3. ↑  Archives Le Corossol 2009.
4. 1 2  Arquin 2015.
5. ↑  Windsurf Journal 2013.
6. ↑  Fédération Française de Voile 2013.
7. 1 2  Professional Windsurfers Association 2017.
8. ↑  Journal de Saint Barth 2016.
9. ↑  Journal de Saint Barth 2017.
10. ↑  Raceboard 2017.
11. ↑  International RS:Convertible Class Association 2017.
12. ↑  SurferToday 2017.
13. ↑  El Español 2017.